# São José do Paraopeba
São José do Paraopeba é um distrito do município brasileiro de Brumadinho, no estado de Minas Gerais. Segundo o censo demográfico de 2022, realizado pelo Instituto Brasileiro de Geografia e Estatística (IBGE), sua população era de 1 388 habitantes e havia 497 domicílios particulares permanentes ocupados. Possui área de 79,56 km² conforme a Fundação João Pinheiro (FJP). Foi criado pela lei provincial nº 2.033 de 1º de dezembro de 1873.
De acordo com o IBGE, em 2010 a população era de 1 342 habitantes e havia 668 domicílios particulares.